# Wave Rock
Wave Rock je přírodní skalní útvar, který svým tvarem připomíná lámající se mořskou vlnu. Je přibližně čtrnáct metrů vysoký a kolem 110 metrů dlouhý. Leží tři kilometry východě od obce Hyden v Západní Austrálii. Jde o žulový skalní suk složený ze tří kopulí. Střední a západní kopule jsou odděleny hlubokým údolím, v němž se nachází nádrž. Východní je od střední kopule spojena nízkou plošinou.
Stáří skalního útvaru je odhadováno na 2700 miliónů let a řadí se tak mezi nejstarší v Austrálii. Plynulý hladký tvar způsobily tisíce let zvětrávání a vodní eroze.